# Anjaam
Anjaam (hindi: अंजाम, urdu: انجام, dosł. „Konsekwencje”) – indyjski thriller, film miłości i zemsty wyrażanych też w śpiewie i w tańcu. Wyreżyserował go w 1994 Rahul Rawail. Sławny aktor indyjski Shah Rukh Khan gra w nim po raz trzeci rolę negatywną (Nagroda Filmfare za Najlepszą Rolę Negatywną). Pierwszy raz w parze z Madhuri Dixit.
Tematem filmu jest niszcząca siła pożądania drugiej osoby i zemsta za krzywdę.

## Fabuła
Vijay Agnihotri (Shah Rukh Khan) pyszny z powodu bogactwa, rozpieszczony przez matkę spotyka podczas lotu stewardesę Shivani (Madhuri Dixit), która rozbraja go czułą troską, z jaką opatruje jego zranienie. Vijay odbiera jej życzliwość jako obietnicę uczucia, a z czasem wmawia sobie, że jest przez nią kochany. Prześladuje ją swoją uwagą, jeździ za nią wszędzie, a gdy pewnego dnia zdobywa się na odwagę, aby przyjść z matką do jej domu proponując małżeństwo, trafia na jej zaślubiny z pilotem Ashokiem Choprą. Chory z miłości Vijay nie rezygnuje, myśl o niej wypełnia całe jego życie, zaczyna ją osaczać swoim szaleństwem, staje się coraz gwałtowniejszy.

## Obsada
- Shahrukh Khan – Vijay Agnihotri
- Madhuri Dixit – Shivani Chopra
- Tinu Anand – Mohanlal
- Johnny Lever – Champa Chameli
- Himani Shivpuri – Nisha
- Sudha Chandran – siostra Shivani
- Beena – Padma Agnihotri
- Kiran Kumar – Arjun Singh
- Deepak Tijori – Ashok Chopra
- Baby Gazala – Pinky Chopra

## Muzyka filmowa
Myzykę skomponował duet braci Anand-Milind, znany z filmów: Qayamat Se Qayamat Tak 1988, Dil, czy Beta. Piosenki śpiewają:
1. "Badi Mushkil Hai" – Abhijeet – z Shah Rukh Khanem tańczącym na taksówce
2. "Main Kohlapur Se Aayi"
3. "Sun Meri Bano" – Alka Yagnik
4. "Tum Samne Jab" – Udit Narayan i Alka Yagnik
5. "Baarson Ke Baad"
6. "Atara Baras Ki"

## Nagrody i nominacje
- Shah Rukh Khan – Nagroda Filmfare za Najlepszą Rolę Negatywną
- Madhuri Dixit – nominacja do Nagrody Filmfare dla Najlepszej Aktorki